# Zalea lithax
Zalea lithax är en tvåvingeart som beskrevs av Mcalpine 2007. Zalea lithax ingår i släktet Zalea och familjen Canacidae. Inga underarter finns listade i Catalogue of Life.